# Хели-Хатчинсон, Ричард, 1-й граф Донамор
Ричард Хели Хели-Хатчинсон, 1-й граф Донамор (англ. Richard Hely-Hutchinson, 1st Earl of Donoughmore; 29 января 1756 — 22 августа 1825) — ирландский пэр и политик. Он был известен как Достопочтенный Ричард Хели-Хатчинсон с 1783 по 1788 год.

## Биография

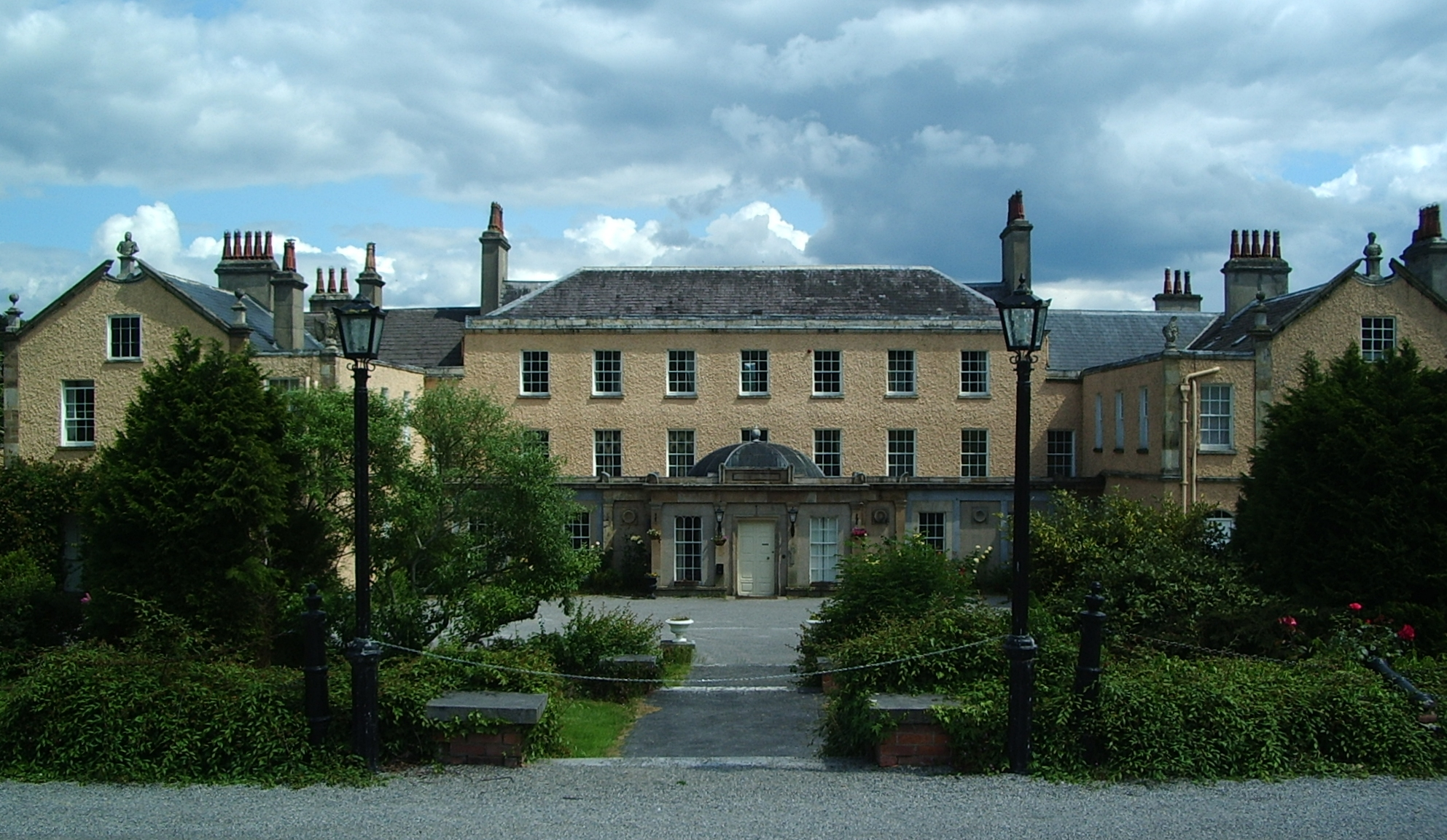
Ноклофти-хаус, Клонмел, графство Типперэри

Родился 29 января 1756 года. Старший сын ирландского юриста и политика, достопочтенного Джона Хели-Хатчинсона (1724—1794) и Кристианы Хели-Хатчинсон, 1-й баронессы Донамор (1732—1788).
Ричард Хели-Хатчинсон заседал в Ирландской палате общин от Дублинского университета (1776—1778), графства Слайго (1778—1783) и Тагмона в графстве Уэксфорд (1783—1788).
24 июня 1788 года после смерти своей матери Ричард Хели-Хатчинсон унаследовал титул 2-го барона Донамора из Ноклофти, графство Типперэри (Пэрство Ирландии).
С 1789 по 1813 год — великий мастер Великой ложи Ирландии.
Около 1790 года барон Донамор заказал строительство Ноклофти-хауса в георгианском стиле недалеко от Ноклофти в графстве Типперэри.
20 ноября 1797 года для него был создан титул виконта Донамора из Ноклофти в графстве Типперэри (Пэрство Ирландии). 31 декабря 1800 года он получил титул графа Донамора из Ноклофти (Пэрство Ирландии).
С 1800 по 1825 год — один из ирландских пэров-представителей в Палате лордов Великобритании.
14 июля 1821 года для него был создан титул виконта Хатчинсона из Ноклофти в графстве Типперэри (Пэрство Соединённого королевства), таким образом, получив наследственное место в Палате лордов.
Лорд Донамор занимал пост губернатора графства Типперэри и секретаря казначейства лорда-казначея (Ирландия). Он получил чина генерал-лейтенанта.
Лорд Донамор скончался 22 августа 1825 года в возрасте 69 лет, будучи неженатым и бездетным. Ему наследовал его младший брат, Джон Хели-Хатчинсон (1757—1832), ставший 2-м графом Донамором.